# Золотухин, Андрей Николаевич
Андре́й Никола́евич Золоту́хин (род. 1966) — режиссёр анимационных фильмов, художник.

## Биография
Андрей Золотухин родился в Ленинграде 8 января 1966 года, но в вскоре переехал с семьёй в Свердловск. Там он в 1980 году окончил восьмилетнюю школу.
В 1985 году окончил Свердловском художественном училище им. И. Д. Шадра, где получил высшее образование по специальности «Художник-оформитель».
1985 год — начал свою карьеру художника-мультипликатора на Свердловской киностудии. Примерно в это же время работал режиссёром на Свердловском телевидении.
С 1987 года Андрей Золотухин работал в Екатеринбургских театрах в качестве художника-постановщика.
В 1989 году — художник-постановщик и режиссёр анимационного кино ТПО мультипликации.
В 1999 году Золотухин начал сотрудничество со студией «Дикие мозги» (Сан-Франциско, США).
В 2003 году переехал в Швейцарию, с 2011 по 2014 год жил в России (Москва).

## Театральные постановки и аудиоспектакль

### Художник—постановщик
Екатеринбургский муниципальный театр кукол:
- 1997 — Маугли
- 1994 — Клочки по закоулочкам
- 1992 — Игоша
- 1989 — По зелёным холмам океана

Свердловский государственный академический театр драмы:
- 1987 — Эмигранты

### Режиссёр—постановщик
- 1993 — Бэби-Йога, аудиоспектакль СГТРК (Свердловской Государственной Теле Радио Компании), Надежда Кожушаная читает свой киносценарий, назван лучшей передачей года.

## Фильмография
| 2013 | Бобок (Россия)                                                                           | Режиссер-постановщик, художник-постановщик                                          |
| 2009 | Молодость (Россия) — клип группы Мумий Тролль, альбом 8, по мотивам фильма «Колыбельная» | Режиссёр—постановщик, сценарист (совм. с Е. Соколковой), художник—постановщик       |
| 2007 | Колыбельная (Россия)                                                                     | Режиссёр—постановщик, сценарист (совм. с Е. Соколковой), художник—постановщик       |
| 2005 | Счастье (Швейцария)                                                                      | режиссёр—постановщик, сценарист, художник—постановщик, оператор, аниматор, продюсер |
| 2003 | Комар (Швейцария)                                                                        | режиссёр—постановщик, сценарист, художник—постановщик, оператор, аниматор           |
| 2002 | Мир анимации — анимация мира (документальный, телевизионный, Россия)                     | персонаж                                                                            |
| 2001 | Джон Генри — человек из стали (Россия/США)                                               | режиссёр—постановщик, художник—постановщик                                          |
| 1999 | Ваш Пушкин (Россия)                                                                      | художник—постановщик                                                                |
| 1998 | The World History in England (сериал, Великобритания) в серии «Чингиз Хан»               | режиссёр—постановщик, художник—постановщик, аниматор                                |
| 1998 | Два ангела (Россия)                                                                      | режиссёр—постановщик, сценарист, художник—постановщик, аниматор                     |
| 1998 | Мандела (Россия)                                                                         | режиссёр—постановщик, художник—постановщик, аниматор                                |
| 1998 | Помпеи (Россия)                                                                          | режиссёр—постановщик, художник—постановщик, аниматор                                |
| 1998 | Храм (Россия)                                                                            | режиссёр—постановщик, сценарист, художник—постановщик, аниматор                     |
| 1997 | Птица становится птицей (Россия/Великобритания)                                          | художник—постановщик, аниматор                                                      |
| 1996 | Бабушка (Россия)                                                                         | режиссёр—постановщик, художник—постановщик, аниматор                                |
| 1995 | Нюркина баня (Россия)                                                                    | художник—постановщик, аниматор                                                      |
| 1993 | Племянник кукушки (Россия)                                                               | художник—постановщик, аниматор                                                      |
| 1990 | Дело прошлое (СССР)                                                                      | аниматор                                                                            |
| 1989 | Хранитель (СССР)                                                                         | аниматор                                                                            |
| 1988 | Как стать человеком (СССР)                                                               | художник                                                                            |
| 1987 | Жильцы старого дома (СССР)                                                               | художник совместно с В. Ольшвангом                                                  |
| 1987 | Бескрылый гусёнок (СССР)                                                                 | художник-мультипликатор                                                             |
| 1986 | Добро пожаловать! (СССР)                                                                 | художник                                                                            |

## Призы и награды
- Призы фильма «Джон Генри — человек из стали»:
  - 2002 — Открытый российский фестиваль анимационного кино в Суздале, приз жюри «За энергетику и динамику творческого поиска на пути от традиции к эксперименту»
  - 2001 — Премия Эмми Американской академии телевидения, «За достижения в области анимации»
- Призы фильма «Бабушка»:
  - 1999 — Нью-Йоркский показ к/м кино- и видеофильмов (Приз Gold Animation)
  - 1998 — МКФ «Fantoche» в Бадене (Приз за лучший первый фильм)
  - 1997 — МКФ «КРОК», в Киеве (Специальный приз жюри)
  - 1997 — МКФ молодого кино «Кинофорум» (Специальный приз жюри) [1]
  - 1997 — Открытый российский фестиваль анимационного кино в Тарусе (Лучший дебютный фильм)
  - 1997 — «Святая Анна» (Лучший анимационный фильм, II премия)
  - 1996 — Приз «Зелёное яблоко — золотой листок» (Лучшему режиссёру анимационного кино)
- Приз фильма «Птица становится птицей»:
  - 1998 — Открытый российский фестиваль анимационного кино в Тарусе, приз за лучшую работу художника-постановщика
- Приз фильма «Бобок»:
  - 2016 - Арткино (Приз за «инновации» в кино»)[2]

## Критика
Отвечая на вопрос журналиста Марины Охримовской о мультфильме-триллере "Бобок", Андрей Золотухин сказал: "И хотя наш «Бобок» получил приз «за инновации» на 9-м Всероссийском фестивале авторских короткометражек «Арткино», я слышу упреки не в нуаре, а в «нерусском кино». Лично для меня «Бобок» стал возможностью высказаться на трудную тему, которая часто «табу», в том числе в России и на Западе".